# OpenSolaris
OpenSolaris era un projecte sota llicència Open Source CDDL (Llicència de Desenvolupament i Distribució Comú), creat per Sun Microsystems per construir i desenvolupar una comunitat de desenvolupadors al voltant de les tecnologies del sistema operatiu Solaris. El projecte estava dirigit a programadors, administradors de sistemes i usuaris que volguessin desenvolupar i millorar sistemes operatius. La seva llicència lliure no era compatible amb la GPL.

## Història
Els plans per fer OpenSolaris van començar a principis de 2004. Es va formar un equip multidisciplinari per considerar tots els aspectes del projecte: la llicència, models de negoci, administració, co-desenvolupament i anàlisi del codi de font, eines, comercialització, disseny i desenvolupament de la comunitat. Un software experimental fou format al setembre de 2004 amb 18 persones que no eren membres de Sun, va funcionar durant 9 mesos, en els quals s'hi van adherir 145 participants externs.
L'obertura del codi font de Solaris ha estat un procés que s'ha anat incrementant. La primera part del codi base de Solaris que es va alliberar fou la facilitat de traç dinàmic (coneguda comunament com a DTrace), una eina pels administradors i desenvolupadors que ajuda al sistema al funcionament i la utilització òptima. DTrace fou llançat el 25 de gener de 2005. En aquell moment, Sun també va llançar la primera fase del lloc web de opensolaris.org, anunciant que la base del codi de OpenSolaris seria llançada sota la CDDL, i va anunciar l'intent per formar la Community Advisory Board (CAB). El dia del llançament, en el qual el codi de sistema de Solaris fou llançat, fou el 14 de juny de 2005. Continua sent un codi de sistema que no està alliberat, i està disponible solament com fitxers binaris. El codi font d'OpenSolaris representa el codi de l'estructura del desenvolupament més recent de Solaris.
Cinc membres del CAB van ser nomenats el 4 d'abril de 2005: dos van ser triats per la comunitat experimental, dos designats per Sun, i un va ser designat per la comunitat de software lliure per Sun. Els membres del Consell consultiu de la comunitat de 2005/2006 OpenSolaris eren Roy Fielding, Al Hopper, Rich Teer, Casper Dik, i Simon Phipps. El 10 de febrer de 2006 Sun va firmar la carta d'OpenSolaris, formant-se un grup independient a la comunitat d'OpenSolaris sota la direcció del taulell que governava OpenSolaris (OGB). El CAB anterior es va convertir amb el primer OGB, amb la tasca de crear i de confirmar el govern de la comunitat d'OpenSolaris no més endavant que el 30 de juny de 2006. El treball de crear el document o la "constitució" del govern està en marcha, conduït per un grup de funcionament del govern que comprèn el OGB i tres membres invitats, Stephen Hahn i Keith Wesolowski (desenvolupadors en l'organització de Solaris de Sun) i Ben Rockwood (membre de la Comunitat prominent d'OpenSolaris).
Després de la compra de Sun Microsystems el 2010, Oracle va decidir aturar el desenvolupament i substituir la distribució d'OpenSolaris per Solaris Express.

## Llicència
Sun ha publicat la major part del codi font de Solaris sota CDDL, que es basa en la versió pública 1.1 de Mozilla Public License (MPL). CDDL va ser aprovada com llicència oberta per Open Source Initiative (OSI) el gener de 2005 i compleix la definició de software lliure de la FSF. El fitxers llicenciats sota la llicència CDDL poden combinar-se amb fitxers llicenciats sota altres llicències, ja sigui codi obert o propietari.
Durant l'anunci de Sun de llançar Java sota la GNU Llicència pública general de GNU (GPL), Jonathan Schwartz i Rich Green ambdós van fer al·lusió a la possibilitat de llançar Solaris sota la GPL, Green va dir que ell no era "certament" contrari a rellicenciar sota la GPL. Quant Schwartz el va pressionar, Green va dir que Sun "hi donaria un cop d'ull". El gener de 2007, eWeek va divulgar que fonts anònimes de Sun van dir que OpenSolaris tindria una llicència doble sota la CDDL i la GPLv3. Green va respondre al seu blog l'endemà, i va comentar que l'article era incorrecte, i va dir que encara Sun està donant "una consideració molt seriosa" a una modificació tan gran de la llicència, estaria d'acord amb tota la comunitat de OpenSolaris".

## Historial de versions
| Versió  | Data de sortida       | Fi versió              | Fi suport         | Novetats |
| ------- | --------------------- | ---------------------- | ----------------- | --- |
| 2008.05 | 5 de maig de 2008     | 13 de maig de 2011     | ND                | Primera versió estable oficial |
| 2008.11 | 2 de desembre de 2008 | 25 de novembre de 2011 | ND                | Actualització de ZFS Time Slider i Songbird; Gestió d'energia de CPU suspendre/reprendre, Constructor de la distribució i Prototipus d'instal·lador automàtic; WebStack amb 64 bits MySQL, CherryPy, i DTrace per a Ruby; GNOME 2.24, OpenOffice.org 3.0 i Firefox 3; Afegides moltes aplicacions F/OSS, inclouen sudo i Emacs; 700 pàgines de manual addicional i ajuda en línia pel gestor de paquets.                                                    |
| 2009.06 | 1 de juny de 2009     | 1 de juny de 2012      | 1 de juny de 2014 | Virtualització de xarxa amb Crossbow, convertir a qualsevol host a un objectiu SCSI amb COMSTAR; acollir hostes virtuals utilitzant xVM Hypervisor o LDoms; suport per al constructor de distribució per a SPARC, instal·lació automàtica i ràpida, gran suport de gestió d'energia pel processador Intel Xeon 5500; MySQL i PHP DTrace sondejats al WebStack; millora de la usabilitat al sistema de gestió de paquets; gestió de captures ZFS Time Slider |

## Galeria

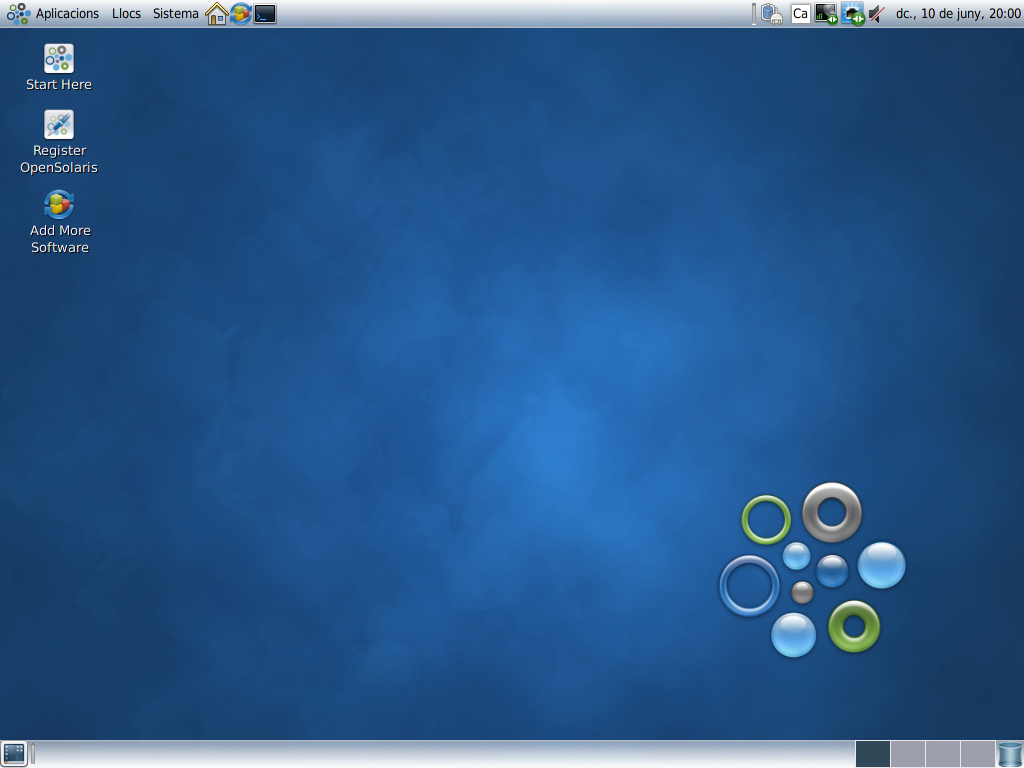
OpenSolaris 2009.06
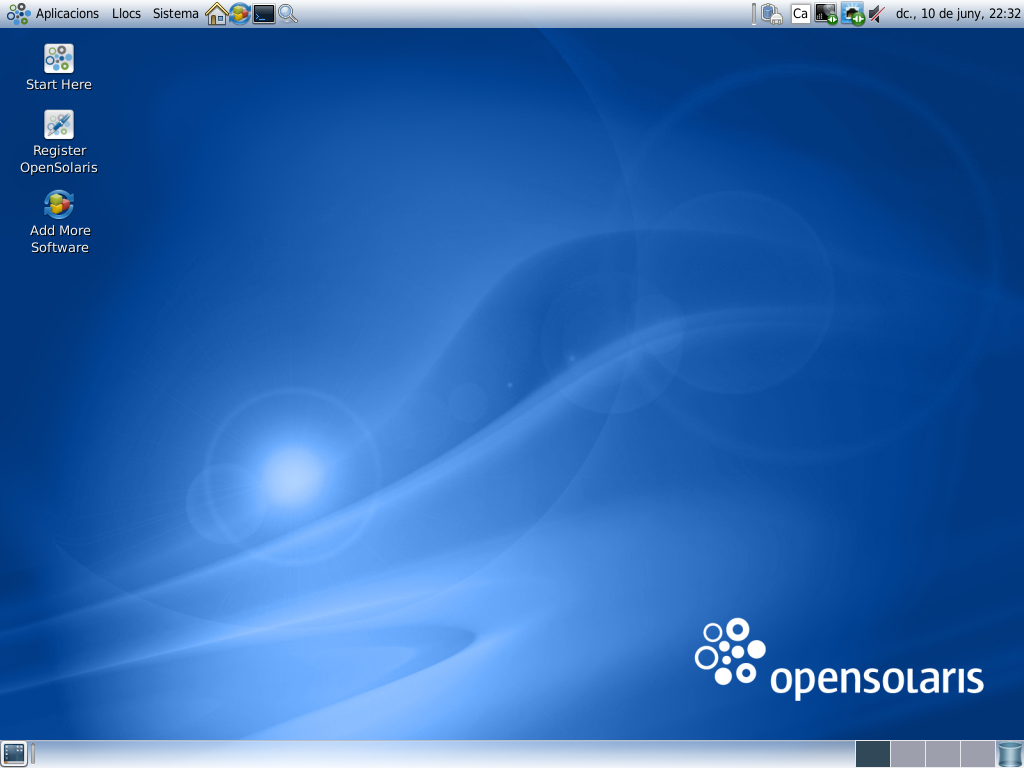
OpenSolaris 2008.11
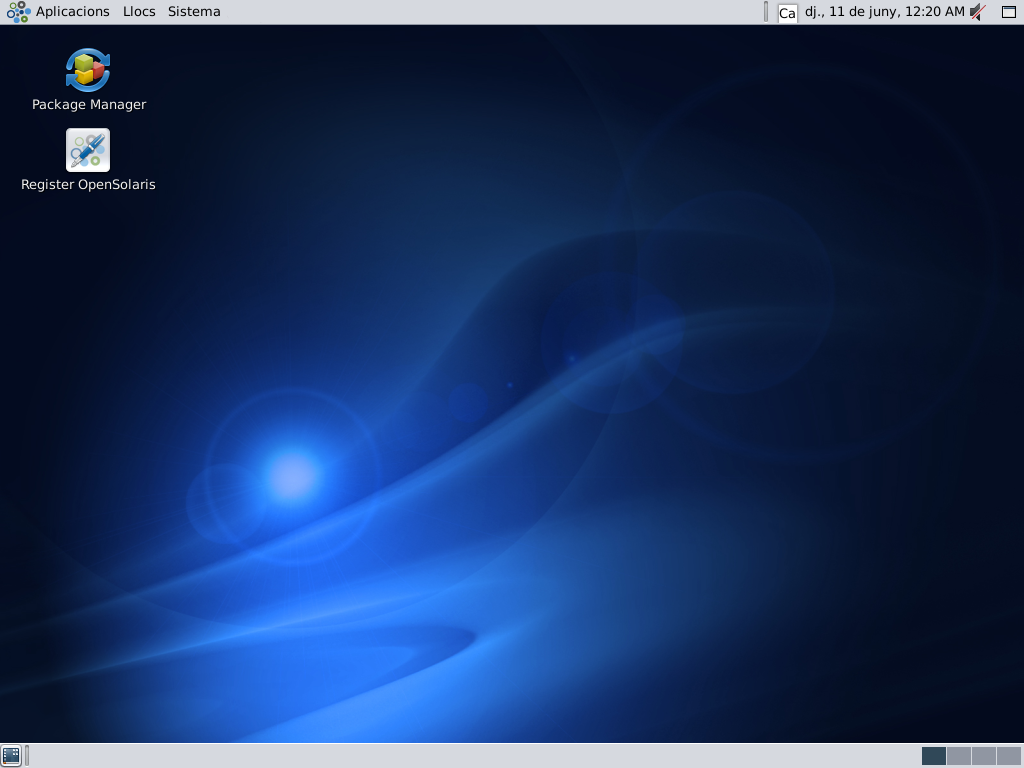
OpenSolaris 2008.05

## Distribucions
- Belenix: Live CD/DVD.
- marTux: LiveCD/DVD, primera distribució per SPARC.
- Nexenta OS: GNU/Solaris basat amb Debian l'objectiu principal és oferir suport per una gran varietat de maquinari.
- Polaris: versió experimental per PowerPC.
- SchilliX: CD autònom orientat a la gestió.
- OpenSolaris for System z
- Indiana[9]